# Бетарч
Бетарч (рум. Bătarci) — село у повіті Сату-Маре в Румунії. Адміністративний центр комуни Бетарч.
Село розташоване на відстані 459 км на північний захід від Бухареста, 33 км на північний схід від Сату-Маре, 143 км на північ від Клуж-Напоки.

## Населення
За даними перепису населення 2002 року у селі проживали 2107 осіб, з них 2106 осіб (> 99,9%) румунів. Рідною мовою 2106 осіб (> 99,9%) назвали румунську.